# Diaethria kohleri
Diaethria kohleri är en fjärilsart som beskrevs av Eugenio Giacomelli 1926. Diaethria kohleri ingår i släktet Diaethria och familjen praktfjärilar. Inga underarter finns listade i Catalogue of Life.